# Świerznica (rzeka)
Świerznica – rzeka w północno-zachodniej Polsce, w województwie zachodniopomorskim, w powiecie świdwińskim, na obszarze gminy Rąbino; prawy dopływ Mogilicy. 
Źródło rzeki znajduje się na południe od Dębogórza i ok. 2,2 km na wschód od wsi Świerznica, skąd płynie na zachód. Płynie przy południowej części wsi Świerznica. W okolicy osady Liskowo zakręca w kierunku północno-zachodnim i meandruje w kierunku wsi Rąbino, gdzie uchodzi do Mogilicy.
Obszar zalesionej doliny Świerznicy za wsią Świerznica został objęty specjalnym obszarem ochrony siedlisk "Dorzecze Parsęty".
Nazwę Świerznica ustalono urzędowo w 1948 roku.